# ديزي هيرست فلويد
ديزي هيرست فلويد (بالإنجليزية: Daisy Hurst Floyd)‏ هي محامية أمريكية، ولدت في 9 يوليو 1956.